# Vincenzo Bertolone

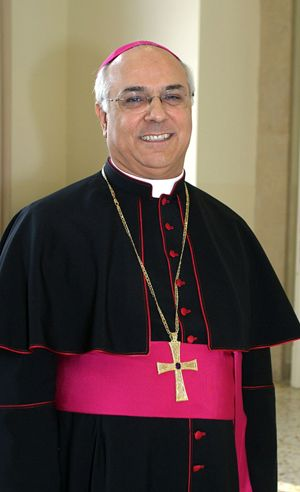
Vicenzo Bertolone als Bischof von Cassano all’Jonio

Bischofswappen von Vincenzo Bertolone

Vincenzo Bertolone SdP (* 17. November 1946 in San Biagio Platani) ist ein italienischer Ordensgeistlicher und emeritierter römisch-katholischer Erzbischof von Catanzaro-Squillace.

## Leben
Vincenzo Bertolone trat der Ordensgemeinschaft der Kongregation der Diener der Armen bei und empfing am 17. Mai 1975 die Priesterweihe.
Papst Johannes Paul II. ernannte ihn am 12. Juni 2003 zum Untersekretär der Kongregation für die Institute geweihten Lebens und für die Gesellschaften apostolischen Lebens. Benedikt XVI. ernannte ihn am 10. März 2007 zum Bischof von Cassano all’Jonio. Der Kardinalstaatssekretär und Kardinalkämmerer, Tarcisio Bertone SDB, spendete ihm am 3. Mai desselben Jahres im Petersdom die Bischofsweihe; Mitkonsekratoren waren Franc Rodé CM, Kardinalpräfekt der Kongregation für die Institute geweihten Lebens und für die Gesellschaften apostolischen Lebens, und Vittorio Luigi Mondello, Erzbischof von Reggio Calabria-Bova. Die Amtseinführung in Cassano all’Ionio fand zehn Tage später statt. Als Wahlspruch wählte er Humiliter in lumine vultus tui.
Am 25. März 2011 wurde er zum Erzbischof von Catanzaro-Squillace ernannt und am 29. Mai desselben Jahres in das Amt eingeführt.
Am 15. September 2021 nahm Papst Franziskus das von Vincenzo Bertolone vorgebrachte Rücktrittsgesuch an.